# Termofotovoltaika
Termofotovoltaika je vysoce účinné metoda přeměny tepelné energie na elektrickou prostřednictvím tělesa zahřívaného přímo ve spalovací zóně hořáku (tzv. emitoru) a polovodiče.
Za průkopníka této metody je považován francouzský fyzik Pierre Aigrain, který na výzkumu termofotovoltaických (TPV) článků pracoval především v americkém Technologickém institutu v Massachusetts (Massachusetts Institute of Technology MIT) .

## Princip metody
Srdcem generátoru je válec z wolframu, do kterého bylo vyleptáno velké množství nepatrných otvorů. V něm je při vysoké teplotě spalováno palivo (např. methan) a emitor se tak zahřívá na teplotu 900–1300 °C. Jeho povrch proto vyzařuje infračervené záření, které prochází speciálním flitrem. Ten propouští jen vybrané vlnové délky, zatímco
zbytek odráží zpět, čímž se zvyšuje teplota válce a roste tak účinnost celého procesu.
Prošlé infračervené záření dále dopadá na pole fotodiod, které přemění energii dopadajícího elektromagnetického záření přímo na elektrický proud.

## Vlastnosti zařízení
Výhodou TPV článků oproti klasickému palivovému článku je jednoduchost a oproti generátoru se spalovacím motorem navíc absence nespolehlivých pohyblivých dílů. Chod generátoru je klidný a tichý, protože spalovací proces probíhá nepřerušovaně. Jako palivo lze přitom použít nejen klasická paliva, ale i biopaliva z obnovitelných zdrojů, například methan, ethanol, bioplyn a další.
Za velkou výhodu lze považovat poměrně vysokou účinnost ve srovnání s klasickými fotovoltaickými články, u kterých je za dobrou účinnost považována již 15 % přeměna vstupní energie na elektrický proud. U TPV hořáku je účinnost minimálně 25 %, lze však dosáhnout i 50 % a více (podle konstrukce, použitého měniče a polovodiče).
Za nevýhodu lze považovat především poměrně vysokou provozní teplotu zařízení a předmětem současného výzkumu je mimo jiné i využití vznikajícího tepla pro další praktické úkoly.
Významnou roli hraje i zatím stále vysoká výrobní cena zařízení, především fotocitlivých diod pro infračervené záření.

## Předpokládané využití
Jako s primárním zdrojem elektrické energie se s TPV generátorem zatím uvažuje především pro menší jednotky, sloužící k zásobování elektřinou např. na odlehlých místech a menších osadách. Nelze však pochopitelně vyloučit, že by ve vzdálenější budoucnosti nahradil celé klasické nebo jaderné elektrárny.
V blízké budoucnost se nabízí praktické využití v automobillech. Zpočátku by takový systém například mohl s výhodou nahradit běžné alternátory a řešit některé problémy dieselových motorů. Ještě víc se ale hodí jako hlavní zdroj energie pro hybridní vozy – v dalších etapách vývoje by jim mohl posloužit jako čistý a úsporný zdroj elektrické energie. Stejně
tak se nabízí možnost využít TPV v klimatizačních jednotkách.

### Viking 29
Patrně první komerčně využitelný osobní automobil s TPV generátorem zkouší americký Institut pro výzkumu motorových vozidel (WTI) pod názvem Viking 29. Jde o sportovně vyhlížející automobil s 8 TPV generátory na zemní plyn, každý s výkonem přibližně 10 kW pracující při teplotě asi 1 430 °C a fotočlánky na bázi gallia a arzenu. Vyrobená energie se ukládá do nikl-kadmiového akumulátoru a vlastní pohonnou jednotkou je elektromotor o výkonu 53 kW.

### Použitíslunečníenergie
Protože klasické solární panely jsou totiž zatím značně drahé, je TPV generátor zajímavou variantou zlevnění výroby elektřiny ze sluneční energie. K zahřátí generátoru se použije sluneční světlo, soustředěné parabolickým zrcadlem do malého prostoru v ohnisku zrcadla, v němž je umístěn emitor generátoru.

### Použitíjaderné energie
Zdrojem tepelného záření nemusí být pouze Slunce nebo klasický spalovací emitor. Při ohřevu emitoru teplem z jaderného reaktoru by bylo možné značně zvýšit účinnost jaderných reaktorů (pravděpodobně až nad 50%) a současně se taková jaderná elektrárna obejde bez složitého a ekonomicky náročného sekundárního okruhu. V mnohem menším měřítku by mohly také pracovat generátory, využívající tepelnou energii při rozpadu některých radioizotopů a sloužící pro výrobu elektřiny na kosmických sondách, pracujících ve velké vzdálenosti od Slunce nebo dokonce směřující až za hranici sluneční soustavy.